# Myles Mack
Myles Mack (Paterson, Nueva Jersey, 25 de febrero de 1993) es un baloncestista estadounidense que pertenece a la plantilla del Konyaspor  de la TBL, la segunda división del baloncesto turco. Con 1,78 metros de estatura, juega en la posición de base.

## Trayectoria deportiva

### Universidad
Jugó durante cuatro temporadas con los Scarlet Knights de la Universidad Rutgers, en las que promedió 13,0 puntos, 2,8 rebotes, 3,6 asistencias y 1,6 robos de balón por partido. Acabó como el segundo jugador con más robos de balón de la historia de Rutgers, con 211, sólo superado por Eddie Jordan, y el cuarto mejor en asistencias con 425.

### Profesional
Tras no ser elegido en el Draft de la NBA de 2015, firmó su primer contrato profesional con el KK Alytaus Dzūkija de la LKL lituana, equipo con el que únicamente llegó a disputar la pretemporada.
No fue hasta julio de 2016 cuando volvió a encontrar equipo, al fichar por el Horsens IC danés. Allí jugó una temporada como titular, en la que promedió 16,5 puntos, 4,8 asistencias y 2,1 robos de balón por partido, siendo elegido esa temporada MVP de la final de la Copa de Dinamarca, a pesar de que su equipo no ganó el título.
En junio de 2017 firmó con el Turów Zgorzelec de la liga polaca, equipo con el que únicamente disputó ocho encuentros, promediando 8,4 puntos y 4,1 asistencias. En julio de 2018, y sin salir de Polonia, firmó con el GTK Gliwice.